# Psych-Out - Il velo sul ventre
Psych-Out - Il velo sul ventre (Psych-Out) è un film statunitense del 1968, diretto da Richard Rush.

## Trama
Jenny Davis è una ragazza sorda che fugge dall'ospizio in cui è ricoverata per cercare il fratello Steve, scomparso nel quartiere hippy a San Francisco. A darle una mano ci sarà il leader di una banda rock, Stoney, di cui la ragazza si innamora.